# Dinorah ou Le pardon de Ploërmel
Dinorah ou Le pardon de Ploërmel (deutsch: Dinorah oder Die Wallfahrt nach Ploërmel) ist eine Opéra-comique in drei Akten des Komponisten Giacomo Meyerbeer. Das Libretto schuf Jules Barbier unter Mitarbeit von Michel Carré auf der Basis von dessen Erzählung Les chercheurs de trésor. Diesen Titel trug das Werk auch während seiner Entstehung und wurde erst zur Uraufführung durch den Komponisten umbenannt.

## Handlung

### Einführung
Durch einen Sturm wurde das Haus von Dinorahs Familie zerstört, gerade an dem Tag, als sie Hoël heiraten wollte. Gleichzeitig verschwindet ihr Bräutigam ins Gebirge, da er von einem Schatz gehört hat, der dort zu finden sei. Durch diese Ereignisse verfällt Dinorah dem Wahnsinn und streift fortan mit ihren Ziegen durch die Einsamkeit des Gebirges.

### Erster Akt
Gegend um Corentins Hütte
(Ouvertüre, Orchester zusammen mit Chor). Bei ihren planlosen Wanderungen durch die einsamen Schluchten lässt sich Dinorah nur von ihren Ziegen begleiten. Sie trifft auf Corentin, den Dudelsackspieler, der dort in der Einsamkeit wohnt (Duett mit Corentin „Blase, blase munter fort“). Nun trifft Hoël bei Corentins Hütte ein. Die beiden Verlobten erkennen sich nicht wieder, und Hoël gewinnt Corentin für die Schatzsuche (Arie „Mächt’ge Kluft der Magie“).

### Zweiter Akt
Wald im Mondschein
Dinorahs Schattentanz.
Verwandlung – Felsenschlucht mit einem Wasserwehr
Ein Gewitter bricht los. Als Hoël den Weg durch die Schlucht zum Schatz erkundet, erfährt Corentin zufällig von Dinorah, dass auf dem Schatz ein Fluch lastet: Derjenige, welcher diesen Schatz als erster berührt, muss sterben! Da er ihr glaubt, weigert er sich nun, Hoël im Sturm durch die Schlucht zu folgen, und schlägt vor, statt seiner die wahnsinnige Dinorah mitzunehmen. Plötzlich bricht das Wehr, und die Schlucht ist im Nu überschwemmt. Dinorah will eine ihrer Ziegen retten und fällt selbst in die Fluten. Da erkennt Hoël seine Braut an ihrem Halsband und rettet sie aus den Fluten.

### Dritter Akt
Idyllische Landschaft
Hoël rettet sich mit Dinorah ans Ufer (Romanze „Dich rächet meine Reue“). Als Dinorah erwacht, ist ihr Wahnsinn verflogen, und sie erkennt sofort ihren Verlobten Hoël wieder. In diesem Moment ertönt von Ferne der Gesang von Wallfahrern, und Hoël sieht sein Unrecht ein. Er schwört seiner Schatzsuche ab und bittet Dinorah erneut, seine Frau zu werden. Unter Jubel der dazugekommenen Mägde und Knechte spielt Corentin auf seinem Dudelsack ein fröhliches Lied, und der Vorhang fällt.

## Instrumentation
Die Orchesterbesetzung der Oper enthält die folgenden Instrumente:
- Holzbläser: zwei Piccoloflöten, zwei Flöten, zwei Oboen, Englischhorn, zwei Klarinetten, Bassklarinette, zwei Fagotte
- Blechbläser: vier Hörner, drei Hörner à pistons, zwei Cornets à pistons, zwei Trompeten, zwei Trompeten à pistons, drei Posaunen
- Pauken, Schlagzeug: Große Trommel, Becken, Militärtrommel, Triangel, Glöckchen in fis’’’
- Harfe
- Streicher
- Bühnenmusik hinter der Szene: Harmonium, Glocke in as’, Windmaschine, Donnermaschine

## Werkgeschichte
Die erste Fassung mit dem Titel Le pardon de Ploërmel erlebte am 4. April 1859 an der Opéra-Comique in Paris ihre erste Aufführung. Mit dem Titel Dinorah hatte dieses Werk am 26. Juli desselben Jahres Premiere am Royal Opera House in London. Heutzutage wird dieses Stück überwiegend unter dem Titel Dinorah ou Le pardon de Ploërmel aufgeführt.
Johann Christoph Grünbaum übersetzte dieses Werk, und Ende 1859 konnte diese Oper bereits am herzoglichen Hoftheater in Coburg in deutscher Sprache aufgeführt werden.